# الجلبة (بعدان)

تعديل مصدري - تعديل

الجلبة هي إحدى قرى عزلة الحرث بمديرية بعدان التابعة لمحافظة إب، بلغ تعداد سكانها 172 نسمة حسب تعداد اليمن لعام 2004.